# Predella

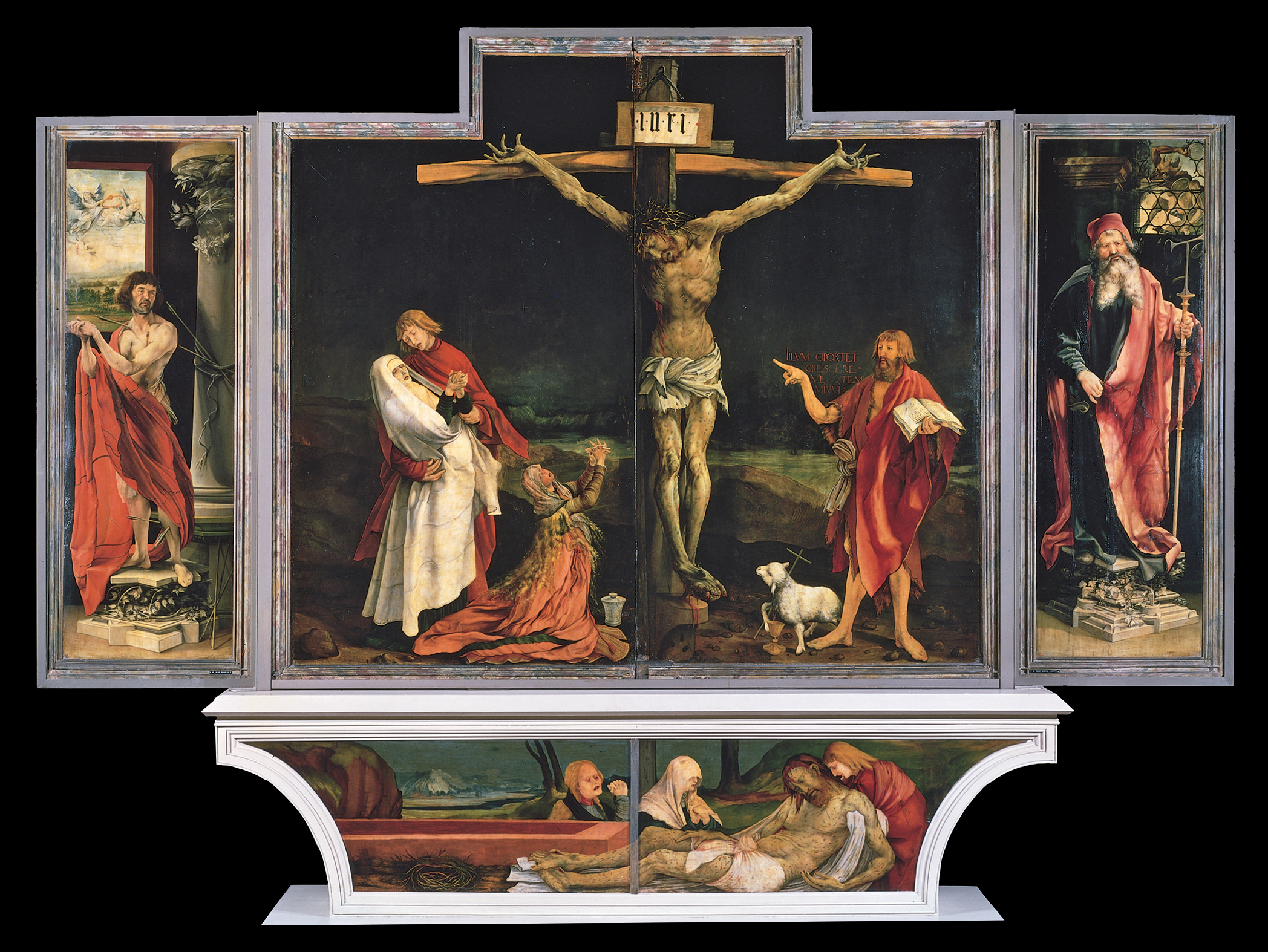
En predella syns i undre delen av bilden som föreställer Isenheimaltaret.

Predella, den plattform på vilken altaret är placerat eller ett litet trappsteg på baksidan av ett altare, ofta nedanför en altartavla. Predella kan även beteckna de målningar eller reliefer, som kan finnas på plattformens eller trappstegets yta.
Predella kan även beteckna ett på altaret stående postamentartat underlag för ljusstakar eller liknande.